# Jordanie aux Jeux olympiques d'été de 2024
La Jordanie participe aux Jeux olympiques de 2024 à Paris. Il s'agit de sa 12e participation à des Jeux olympiques d'été.
Les taekwondoïstes Saleh Al-Sharabaty et Rama Abu Al-Rub sont nommés porte-drapeaux de la délégation en juillet 2024.

## Nombre d’athlètes qualifiés par sport
Voici la liste des qualifiés et sélectionnés jordaniens par sport (remplaçants compris) :
| Sport                                 | Hommes | Femmes | Total |
| ------------------------------------- | ------ | ------ | ----- |
| Athlétisme                            | 1      | -      | 1     |
| Boxe                                  | 3      | -      | 3     |
| Gymnastique • Gymnastique artistique  | 1      | -      | 1     |
| Sports aquatiques • Natation sportive | 1      | 1      | 2     |
| Taekwondo                             | 2      | 2      | 4     |
| Tennis de table                       | 1      | -      | 1     |
| Total                                 | 9      | 3      | 12    |

## Bilan général
| Sport     | Médaille d'or, Jeux olympiques | Médaille d'argent, Jeux olympiques | Médaille de bronze, Jeux olympiques | Total | Rang pays |
| --------- | ------------------------------ | ---------------------------------- | ----------------------------------- | ----- | --------- |
| Taekwondo | 0                              | 1                                  | 0                                   | 1     |           |
| Total     | 0                              | 1                                  | 0                                   | 1     | 74        |

| Jour   | Médaille d'or, Jeux olympiques | Médaille d'argent, Jeux olympiques | Médaille de bronze, Jeux olympiques | Total |
| ------ | ------------------------------ | ---------------------------------- | ----------------------------------- | ----- |
| 8 août | 0                              | 1                                  | 0                                   | 1     |
| Total  | 0                              | 1                                  | 0                                   | 1     |

| Sexe   | Médaille d'or, Jeux olympiques | Médaille d'argent, Jeux olympiques | Médaille de bronze, Jeux olympiques | Total |
| ------ | ------------------------------ | ---------------------------------- | ----------------------------------- | ----- |
| Hommes | 0                              | 1                                  | 0                                   | 1     |
| Femmes | -                              | -                                  | -                                   | -     |
| Mixte  | -                              | -                                  | -                                   | -     |
| Total  | 0                              | 1                                  | 0                                   | 1     |

## Médaillés
| Sport     | Discipline      | Athlète(s)  | Performance                         | Date        |
| --------- | --------------- | ----------- | ----------------------------------- | ----------- |
| Taekwondo | -68 kg - Hommes | Zaid Kareem | 2 - 0 contre Ulugbek Rashitov (UZB) | 8 août 2024 |

## Résultats

### Athlétisme

#### Hommes
| Athlète            | Épreuve  | Finale         | Finale |
| Athlète            | Épreuve  | Temps          | Rang   |
| ------------------ | -------- | -------------- | ------ |
| Mo'ath Alkhawaldeh | Marathon | 2 h 20 min 1 s | 65e    |

### Boxe
| Athlète         | Catégorie                | 1/16e de finale             | 1/8e de finale         | Quart de finale          | Demi-finale         | Finale              | Rang    |
| Athlète         | Catégorie                | Adversaire Résultat         | Adversaire Résultat    | Adversaire Résultat      | Adversaire Résultat | Adversaire Résultat | Rang    |
| --------------- | ------------------------ | --------------------------- | ---------------------- | ------------------------ | ------------------- | ------------------- | ------- |
| Obada Al-Kasbeh | Poids légers (-63,5 kg)  | Clancy Victoire 3 - 2       | Oumiha Défaite 0 - 5   | Éliminé                  | Éliminé             | Éliminé             | Éliminé |
| Zeyad Ishaish   | Poids welters (-71 kg)   | Shymbergenov Victoire 3 - 2 | Okazawa Victoire 3 - 2 | Richardson Défaite 2 - 3 | Éliminé             | Éliminé             | Éliminé |
| Hussein Ishaish | Poids mi-lourds (-80 kg) | Veočić Défaite 0 - 5        | Éliminé                | Éliminé                  | Éliminé             | Éliminé             | Éliminé |

### Gymnastique artistique
| Athlète           | Compétition     | Qualifications | Qualifications | Finale         | Finale  |
| Athlète           | Compétition     | Appareil       | Rang           | Appareil       | Rang    |
| Athlète           | Compétition     | Cheval d'arçon | Rang           | Cheval d'arçon | Rang    |
| ----------------- | --------------- | -------------- | -------------- | -------------- | ------- |
| Ahmad Abu Al-Soud | Cheval d'arçons | 12,466         | 51e            | Éliminé        | Éliminé |

### Natation
| Athlète     | Épreuve   | Séries        | Séries | Demi-finales | Demi-finales | Finale  | Finale  |
| Athlète     | Épreuve   | Temps         | Rang   | Temps        | Rang         | Temps   | Rang    |
| ----------- | --------- | ------------- | ------ | ------------ | ------------ | ------- | ------- |
| Amro Al-Wir | 200 m dos | 2 min 15 s 78 | 23e    | Éliminé      | Éliminé      | Éliminé | Éliminé |

| Athlète        | Épreuve          | Séries        | Séries | Finale   | Finale   |
| Athlète        | Épreuve          | Temps         | Rang   | Temps    | Rang     |
| -------------- | ---------------- | ------------- | ------ | -------- | -------- |
| Karin Belbeisi | 400 m nage libre | 4 min 37 s 30 | 21e    | Éliminée | Éliminée |

### Taekwondo
| Athlète            | Compétition    | Éliminatoires                 | Quart de finale          | Demi-finale                    | Repêchage           | Finale / CB               | Rang                               |
| Athlète            | Compétition    | Adversaire Résultat           | Adversaire Résultat      | Adversaire Résultat            | Adversaire Résultat | Adversaire Résultat       | Rang                               |
| ------------------ | -------------- | ----------------------------- | ------------------------ | ------------------------------ | ------------------- | ------------------------- | ---------------------------------- |
| Zaid Kareem        | Moins de 68 kg | Pontes Victoire 9-2, 5-6, 9-3 | Reçber Victoire 5-1, 9-5 | Sinden Victoire 1-2, 4-2, 10-2 | Non disputé         | Rashitov Défaite 4-6, 1-5 | Médaille d'argent, Jeux olympiques |
| Saleh Al-Sharabaty | Moins de 80 kg | Marques Défaite 4-1, 5P-12    | Éliminé                  | Éliminé                        | Éliminé             | Éliminé                   | Éliminé                            |

| Athlète          | Compétition    | Éliminatoires                      | Quart de finale            | Demi-finale         | Repêchage           | Finale / CB         | Rang     |
| Athlète          | Compétition    | Adversaire Résultat                | Adversaire Résultat        | Adversaire Résultat | Adversaire Résultat | Adversaire Résultat | Rang     |
| ---------------- | -------------- | ---------------------------------- | -------------------------- | ------------------- | ------------------- | ------------------- | -------- |
| Julyana Al-Sadeq | Moins de 67 kg | Navuga Naitasi Victoire 12-0, 2-14 | Song Défaite 0-0, 2-3, 1-2 | Éliminée            | Éliminée            | Éliminée            | Éliminée |
| Rama Abu Al-Rub  | Plus de 67 kg  | Aboufaras Victoire 0-3, 6-1, 3-3   | Kuş Défaite 7-3, 0-1, 0-0  | Éliminée            | Éliminée            | Éliminée            | Éliminée |

### Tennis de table
| Athlète(s) (n° de tête de série) | Compétition | Tour préliminaire   | 1er tour            | 2e tour             | 3e tour             | 4e tour             | Quart de finale     | Demi-finale         | Finale / MB         |
| Athlète(s) (n° de tête de série) | Compétition | Adversaire(s) Score | Adversaire(s) Score | Adversaire(s) Score | Adversaire(s) Score | Adversaire(s) Score | Adversaire(s) Score | Adversaire(s) Score | Adversaire(s) Score |
| -------------------------------- | ----------- | ------------------- | ------------------- | ------------------- | ------------------- | ------------------- | ------------------- | ------------------- | ------------------- |
| Zaid Abo Yaman (66)              | Simple      | Battu par Desai 0-4 | Éliminé             | Éliminé             | Éliminé             | Éliminé             | Éliminé             | Éliminé             | Éliminé             |